# Lies Nefsi
Lies Abdelghani Nefsi (en arabe : لياس عبد الغني النفسي), né le 8 avril 1993, est un nageur algérien.

## Carrière
Lies Abdelghani Nefsi obtient la médaille d'argent du relais 4 x 200 mètres nage libre aux Jeux africains de 2011 à Maputo.
Il est ensuite médaillé de bronze du 400 mètres nage libre aux Championnats d'Afrique de natation 2012 à Nairobi.
Aux Jeux africains de 2015 à Brazzaville, il obtient la médaille de bronze sur le relais 4 x 100 mètres mètres nage libre.

## Famille
Il est le frère de la nageuse Hamida Rania Nefsi.